# Мудар Бадран
Мудар Бадран (араб. مضر بدران; 18 січня 1934 — 22 квітня 2023) — йорданський політик, тричі був прем'єр-міністром Йорданії.